# Палацина (Болоња)
Палацина (итал. Palazzina) је насеље у Италији у округу Болоња, региону Емилија-Ромања.
Према процени из 2011. у насељу је живело 178 становника. Насеље се налази на надморској висини од 155 м.